# Anisodes gigantula
Anisodes gigantula là một loài bướm đêm trong họ Geometridae.